# بدر بن حرسي
بدر يحيى الحرسي المعروف باسم بدر بن حرسي (مواليد 1968) كاتب مسرحي ومخرج بريطاني من أصل يمني.

## النشأة والتعليم
والده يحيى الحرسي البان من مدينة لحج. انتقل البان من اليمن إلى بريطانيا في عقد الستينيات، حيث ولد بدر في بريطانيا بالإضافة إلى ست أشقاء وسبع شقيقات. حصل الحرسي على شهادة في إدارة الأعمال من جامعة باكنغهام وعمل في مصرفي استثماري بلندن لعدة سنوات. ومع ذلك قرر الانتقال إلى الدراما وحصل على شهادة البكالوريوس في الإنتاج الدرامي من كلية جولدسميث وهي جزء من جامعة لندن. وعرض ثلاثة من مسرحياته (قضية مملة، الهراء، وعلى جانب من الملائكة)، في ادنبره فرينج في إدنبرة باسكتلندا.

## الحياة المهنية
في عام 1995 زار الحرسي اليمن لأول مرة وفي عام 1996 تزوج من امرأة يمنية. في عام 1998 رزق بابنته الأولى ثيا وبعد ذلك بعامين ابنته الأخرى لانا. في عام 2000 أصدر الحرسي الفيلم الوثائقي الشيخ الإنجليزي والسيد اليمني الذي كان أخرجه وأنتجه بالاشتراك مع البريطاني المغترب تيم ماكينتوش سميث.
في عام 2005 أصدر فيلمه يوم جديد في صنعاء القديمة (وهو دراما رومانسية صور في العاصمة صنعاء) الذي أصبح أول فيلم طويل يصور في اليمن وأول فيلم يمني يعرض في مهرجان كان السينمائي. كان الحرسي قد شارك كضيف شرف باعتباره جني في نهاية الفيلم. الفيلم فاز بجائزة أفضل فيلم عربي في مهرجان القاهرة السينمائي الدولي المصري حيث قدمت وزارة الثقافة جائزة قيمتها 100,000 جنيه مصري لدوره في تعزيز الأفلام العربية.